# Ökotopia
Ökotopia. Notizen und Reportagen von William Weston aus dem Jahre 1999 ist ein Zukunftsroman von Ernest Callenbach aus dem Jahre 1975. Die im Buch beschriebene Gesellschaft war eine der ersten ökologischen Utopien und hatte großen Einfluss auf die Gegenkultur und die Entwicklung der grünen Bewegung Ende der 1970er Jahre. Mit dem Prequel Ein Weg nach Ökotopia wurde es 1981 zur Dilogie erweitert.
Ökotopia kann dem Genre Ökofiktion (engl. ecotopian fiction) zugerechnet werden, einem Subgenre von Science Fiction, Zukunftsliteratur und Utopie. Es gilt auch als ein Schlüsselwerk des Solarpunk.

## Inhalt
Das eindrucksvolle umweltschonende Energiemanagement, das nachhaltige Bauwesen und die reparaturfreundliche Technik, welche in Ökotopia beschrieben werden, basieren auf zu der Zeit bereits real existierenden Pilotprojekten, Forschungen und Entdeckungen, die bereits zuvor in Artikeln in Fachzeitschriften wie dem Scientific American veröffentlicht und diskutiert wurden. Die Geschichte ist ein feines Gewebe aus Handlungs- und Motivfäden über neue technologische Errungenschaft, soziale Entwicklungen, Lebensstile, eingebürgerte Bräuche, und einer teils absichtlichen, teils erzwungenen Abgrenzung gegenüber dem American Way of Life. Damit verbunden ist eine tendenzielle Abkehr vom Haben zum Sein, eine bewusstere Wahrnehmung der Umgebung und Lebensumstände und daraus resultierend mehr Reflexion über den eigenen Lebenswandel, die Gemeinschaft und die Zusammenhänge, also ein vernetztes Denken.
Das Ökotopia-Konzept verteufelt die modernen Hochtechnologien nicht, lehrt aber einen sehr kritischen Umgang und legt Wert auf die Technikfolgenabschätzung und die nachhaltige Entwicklung gerade auch unter Berücksichtigung sozialer, ökologischer und gesellschaftlicher Bedürfnisse und Auswirkungen. So beschrieb Callenbach in dem Roman bereits die Entwicklung und den allgemeinen Gebrauch von Videokonferenzen.

## Handlung
Die Handlung spielt 1999, 25 Jahre in der Zukunft aus der Sicht von 1974 und besteht aus einer Mischung aus Reportagen und Tagebucheinträgen des Reporters William Weston. Er ist nach der Abspaltung des Gebietes um 1980 der erste Amerikaner mit einer offiziellen Genehmigung für Besuchserlaubnis und Presserecherche. Ökotopia entstand ungefähr auf dem ehemaligen Gebiet von Oregon, Nordkalifornien und Washington. Diese Abspaltung hatte eine Isolierung und das Einfrieren sämtlicher Handelsbeziehungen und sonstigen Kontakte zur Folge. Aus diesem akuten Notstand und dem ideologischen Hintergrund der Abspaltung mit sozialen ökologischen und nachhaltigen Prioritäten konnte sich in den 25 Jahren ein ganz neues Gesellschaftsmodell entwickeln.
Im Laufe des Buches erfährt der Leser gemeinsam mit Weston mehr über Land und Leute, ihr Verkehrswesen, den Lebensstil, den Kriegssport, die Politik (der Präsident ist eine Frau, Vera Allwen), die Geschlechterrelationen, sexuelle Freiheit, nachhaltige Energieproduktion, Landwirtschaft, Ausbildung und so weiter. Aus der anfänglichen Distanziertheit mit einer Mischung aus Neugier und Misstrauen wachsen allmählich ein immer stärkeres Verständnis und Sympathie für die Bewohner und ihre neue ökologisch motivierte Kultur. Dieser Sinneswandel bleibt durch die Tagebucheinträge transparent und nachvollziehbar, auch als sich Weston verliebt und schon fast selbst ein Ökotopianer geworden ist.
Die Bewohner von Ökotopia werden als aufgeschlossene, kreative und aktive Bürger mit sozialer und ökologischer Verantwortung charakterisiert, die sich auch nicht scheuen, auftretende Probleme gemeinsam anzupacken und mit Teamgeist zu bewältigen. Umfassend beschrieben wird die Politik der Bewohner von Ökotopia: die basisdemokratischen politischen Entscheidungsstrukturen sowie die radikale Dezentralisierung politischer Macht stützen die lokalen Gemeinschaften, in denen Politik zum Teil des Alltags geworden ist. Dabei ermöglichen avancierte Kommunikationstechnologien eine aktive Auseinandersetzung mit dem politischen Geschehen. Das gemeinschaftliche und zugleich politische Verhalten der Einzelnen beschreibt Callenbach nicht als Resultat einer abstrakten Norm oder eines Zwangs, sondern als eine Kultur, in der Bedürfnisse in neuer Weise befriedigt werden.
Die Bedeutung des Buches gründet weniger auf seiner literarischen Form als auf seiner lebendigen Vorstellung eines alternativen ökologischen Lebensstils, wobei auch die Konflikte und der Umgang damit nicht verschwiegen werden. Es drückt auf Papier einen großen Traum von einer alternativen Zukunft aus, der von vielen Gemeinschaften und Bewegungen ein Stück weit bereits so gelebt wurde oder als Anregung für die Entwicklung und Umsetzung benutzt wurde.

## Auswirkungen
Ernest Callenbach reichte auf vielfachen Wunsch in dem Prequel Ein Weg nach Ökotopia die fiktive Entstehungsgeschichte zu Ökotopia nach. 1981 nennt Joel Garreau in seinem Buch Neun Nationen von Nordamerika, eine seiner Nationen Ecotopia nach dem Buch Callenbachs. Ebenso nimmt die Cascadia-Bewegung bei ihrer Neuordnung Bezug auf die Abspaltung und die Hintergründe.
Seit 1989 gibt es jedes Jahr ein von der EYFA organisiertes internationales Ecotopia-Camp in Europa, zu dem jeweils eine Radtour quer durch Europa führt. In der Schweiz gibt es seit 1991 ein Jugendnaturschutz-Treffen namens Ökotopia mit rund 300 Kindern und Jugendlichen. Den Namen Ökotopia tragen verschiedene Firmen und Projekte, die sich zumeist mit ökologischen, nachhaltigen oder ganzheitlichen Dingen beschäftigen.

## Kritik
- Der Utopie-Forscher Richard Saage betont die hohe Bedeutung der individuellen Grund- und Menschenrechte und die umfassende Transparenz des politischen Willensbildungsprozesses in Callenbachs Utopie. Er kritisiert, dass Callenbach an die antiindividualistische Utopietradition anknüpft, denn in Ökotopia sei das Ich nicht „mehr als das Derivat eines ganzheitlichen Naturmythos, aus dem es hervorgegangen ist und in das es zurückkehren wird“[1]
- Callenbachs Utopie sei „multikulturell, sanft technologisch, dezentralistisch, frauenfreundlich, hierarchiearm (aber nicht hierarchielos)“, so der Sozialwissenschaftler Rolf Schwendter.
- Thomas Roth: „Dort, wo sich die alten USA in Industrialisierung verrannten, versuchen die Ökotopianer, mit sanfter, einer der Natur angepaßten und abgeschauten Technologie die Fehler, die eine nur auf Profit ausgerichtete Wirtschaft jahrhundertelang beging, zu beseitigen. Das wesentliche Element des ökotopianischen Alltags ist die Suche nach der Stellung des Menschen in der Natur.“[2]
- Kritiker wie der linke Journalist Peter Bierl werfen Callenbach hingegen vor, Ökotopia enthalte „eine krude Mischung aus emanzipatorischen und rechten Vorstellungen“.[3]

### Primärliteratur
- Ernest Callenbach: Ökotopia. Notizen und Reportagen von William Weston aus dem Jahre 1999. Übersetzt von Ursula Clemeur und Reinhard Merker, Rotbuch, Berlin 1978, ISBN 3-88022-200-2.
- Ernest Callenbach: Ein Weg nach Ökotopia. Übersetzt von Christiane Tobschall und David Crawford, Ökotopia, Berlin 1983, ISBN 3-923648-03-0.

### Sekundärliteratur
- U. Böker: Naturbegriff, ökologisches Bewußtsein und utopisches Denken. Zum Verständnis von Ernest Callenbachs 'Ecotopia'. In: A. Heller u. a. (Hrsg.): Utopian Thought in American Literature. Tübingen 1988, S. 69–84.
- R. Frye: The Economics of Ecotopia. In: Alternative Futures. 3, 1980, S. 71–81.
- K. T. Goldbach: Utopian Music: Music History of the Future in Novels by Bellamy, Callenbach and Huxley. In: F. Viera, M. Freitas (Hrsg.): Utopia Matters. Theory, Politics, Literature and the Arts. Porto 2005, S. 237–243.
- J. Hermand: Ecotopia. In: K. L. Berghahn, H. U. Seeber (Hrsg.): Literarische Utopien von Morus bis zur Gegenwart. Königstein/Taunus 1983, S. 251–264.
- J. Hollm: Die angloamerikanische Ökotopie: Literarische Entwürfe einer grünen Welt. Lang, Frankfurt am Main 1998.
- G. Hooffacker: Lasst uns über Utopien sprechen. Zur Aktualität der ökologischen Visionen und der Medienkritik in Ernest Callenbachs Ökotopia-Roman. Journalistik, 3/2021, S. 256–266, Open Access
- U. Meyer: Selling an 'ecological religion'. Strategies of Persuasion in Ernest Callenbach's „Ecotopia“. In: M. Lotz, M. van der Minde, D. Weidmann (Hrsg.): Von Platon bis zur Global Governance. Entwürfe für menschliches Zusammenleben. Marburg 2010, S. 253–280.
- H. Tschachler: Ernest Callenbachs: 'Ecotopia'. In:  H. Heuermann, B.-P. Lange (Hrsg.): Die Utopie in der anglo-amerikanischen Literatur. Interpretationen. Düsseldorf 1984, S. 328–348.